# Île Bouiano
L’île Bouiano est une île de Nouvelle-Calédonie.

## Géographie
Il s'agit de la toute dernière île de la pointe Nord de la Nouvelle-Calédonie juste avant l'île Pott.